# Karl-Heinz Sell
Karl-Heinz Sell (* 31. Mai 1941 in Gelsenkirchen) ist ein ehemaliger deutscher Fußballspieler. Für den TSV Marl-Hüls absolvierte der Stürmer in den letzten zwei Runden der alten erstklassigen Oberliga West von 1961 bis 1963 48 Ligaspiele und erzielte dabei 18 Tore. Von 1963 bis 1965 schlossen sich in der Fußball-Regionalliga West 69 Pflichtspiele mit 19 Toren an. Ab 1965 bis 1972 war er für Alemannia Aachen aktiv und gehörte der Aufstiegself der Schwarz-Gelben des Jahres 1967 in die Fußball-Bundesliga an.

## Laufbahn

### TSV Marl-Hüls, 1961 bis 1965
Beim Sport-Club Buer-Hassel 1919 in Nord-Gelsenkirchen begann 1950 in der Jugendabteilung die Laufbahn des Schülers Karl-Heinz Sell. Bei den Grün-Weißen im Katharinawäldchen durchlief der Offensivspieler sämtliche Jugendklassen und auch die ersten Jahre im Seniorenfußball. Zur Runde 1961/62 unterschrieb er einen Vertrag beim Oberligisten TSV Marl-Hüls. Unter Trainer Josef Gesell debütierte er bei den Blau-Weißen am 6. August 1961 im heimischen Jahnstadion auf Linksaußen im Startspiel zur Runde 1961/62 gegen Fortuna Düsseldorf. Beim 3:3-Heimremis führte er sich mit zwei Toren ausgezeichnet ein. An der Seite der Mitspieler Günther Peters, Horst Wandolek und Heinz van Haaren absolvierte er 27 Oberligaspiele und erzielte dabei acht Tore. Die "Blauen Funken" belegten den 14. Platz. Im letzten Jahr der alten Fußball-Oberliga West, 1962/63, beendete Marl-Hüls unter Trainer Rudi Gutendorf das Kapitel Oberliga als Tabellenschlusslicht und wurde zur Runde 1963/64 in die Fußball-Regionalliga West eingestuft.
Mit dem neuen Trainer Hennes Hoffmann glückte der Mannschaft aus dem nördlichen Ruhrgebiet ein Start nach Maß. Nach neun Punktspielen wies der TSV 15:3 Punkte auf. Sell bildete zumeist mit dem Halblinken Lothar Ratajczak den linken Flügel. Höhepunkte waren in der Rückrunde die zwei Auswärtsspiele am 5. und 12. April 1964 bei den Spitzenmannschaften Wuppertaler SV und Alemannia Aachen. Vor 22.000 Zuschauern im Stadion am Zoo reichte es zu einem 0:0-Remis gegen den Vizemeister und vom Tivoli entführten Sell und Kollegen mit einem 1:0-Erfolg beide Punkte beim Meister. Sell hatte lediglich in einem Punktspiel ausgesetzt und hatte in 37 Punktspielen zehn Tore erzielt. Marl-Hüls belegte hinter Aachen, Wuppertal und Düsseldorf völlig unerwartet den vierten Rang. Im zweiten Regionalligajahr, 1964/65, konnte diese Platzierung unter Trainer Hans Hipp nicht mehr wiederholt werden und Sell nahm zur Runde 1965/66 das Angebot von Alemannia Aachen an.

### Alemannia Aachen, 1965 bis 1972
Oswald Pfau war bis Oktober 1965 der erste Trainer von Sell bei der Alemannia, danach wurde er von Williberth Weth abgelöst. "Heiner" Sell erzielte in 31 Spielen 13 Tore an der Seite der Mitspieler Christian Breuer, Alfred Glenski, Erwin Hoffmann, Heinz-Gerd Klostermann und Jupp Martinelli. Aachen belegte hinter Meister Fortuna Düsseldorf und Vize Rot-Weiss Essen den dritten Rang und wies mit 97:40 Toren das beste Torverhältnis der Liga auf. Das entscheidende Spiel um den zweiten Platz verloren die Schwarz-Gelben am 15. Mai 1966 mit 1:3 Toren im Stadion an der Hafenstraße gegen RWE. Mit dem neuen Trainer Hennes Hoffmann und Linksaußen Sell startete Aachen am 21. August 1966 mit einem 3:1-Heimsieg gegen Hamborn 07 in die Regionalligasaison 1966/67. Im Januar 1967 übernahm der Ex-Alemanne Michael Pfeiffer das Traineramt am Tivoli. Mit einem Punkt vor Schwarz-Weiß Essen und je drei Punkten vor Bielefeld und Bochum gelang Aachen nach 1964 der zweite Meisterschaftserfolg in der Regionalliga West und damit der erneute Einzug in die Aufstiegsrunde. Sell hatte in 27 Spielen fünf Tore dazu erzielt.
Beim Startspiel in der Aufstiegsrunde, am 20. Mai 1967, am Tivoli gegen Kickers Offenbach glückte Sell vor 28.000 Zuschauern in der 77. Minute der 2:1-Siegtreffer gegen die Mannschaft vom Bieberer Berg. Er absolvierte alle acht Spiele in der erfolgreichen Aufstiegsrunde und erzielte dabei vier Tore. 
Mit zwei Punkten Vorsprung gegenüber Offenbach stieg die Alemannia 1967 in die Bundesliga auf. Am dritten Spieltag der BL-Runde 1967/68, am 2. September 1967, debütierte "Heiner" Sell beim Heimspiel gegen den Karlsruher SC in der Bundesliga. Nach 0:4 Startpunkten brachte der 2:1-Heimerfolg das erste Punktepaar für die Alemannia. Als die Schwarz-Gelben 1968/69 völlig überraschend hinter den erstmals die Meisterschaft gewinnenden Bayern München die Vizemeisterschaft erreichen konnten, war Sell in 19 Spielen aktiv und erzielte vier Tore. Nach der überraschenden Vizemeisterschaft zog Aachen dem Meister des Jahres 1968 und dem Absteiger 1969 nach, stieg wie der 1. FC Nürnberg, völlig unerwartet 1969/70 aus der Bundesliga ab. Seinen letzten BL-Auftritt hatte Sell am 30. April 1970 bei der 1:4-Niederlage bei Werder Bremen.
Nach dem Abstieg war er für die Alemannia noch zwei Runden in der zweitklassigen Regionalliga West aktiv. Er spielte jetzt zumeist im Mittelfeld und kam 1971/72 unter Trainer Gunther Baumann zu 21 Einsätzen, in denen ihm zwei Tore glückten. Die Alemannia belegte den vierten Rang. Sein letztes Regionalligaspiel absolvierte er am 7. Mai 1972 bei der 0:1-Heimniederlage gegen Bayer Leverkusen. Nach insgesamt 110 Regionalligaeinsätzen mit 23 Treffern und 44 Bundesligapartien mit sechs Toren beendete er im Sommer 1972 seine Aktivität bei der Alemannia und schloss sich der SG Eschweiler an und kehrte damit in das Amateurlager zurück.
Von 1973 bis 1982 war er wieder bei der Alemannia tätig. Er half als Spielertrainer bei den Amateuren, war als Scout, Sportlicher Berater und Jugendkoordinator im Einsatz.
Der gelernte Elektriker übernahm von seinem ehemaligen Mannschaftskamerad Gerhard Prokop einen Textilreinigungsbetrieb und lebt in Aachen.

Als Grund für die Erfolge 1967 und 1969 bei der Alemannia führt Sell bei Creutz an:

„Im Verein gab es Fußballfachleute, denen es gelungen ist, eine Mischung von Spielern zu finden, die sowohl sportlich als auch menschlich zueinander passten. Das Präsidium tat viel für das Wohl der Mannschaft und forderte demgegenüber absolute Leistungsbereitschaft. Einen großen, wenn nicht den größten Anteil an dem damaligen Erfolg, hat zweifelsfrei der Aachener Anhang. Kämpften wir bis zur letzten Minute, so wurden wir auch bis zum Schlusspfiff angefeuert. Das galt auch für Spiele, die nicht gewonnen wurden.“